# Friuli Grave Merlot
Il Friuli Grave Merlot è un vino DOC la cui produzione è consentita nelle province di Pordenone e Udine.

## Caratteristiche organolettiche
- colore: rosso rubino tendente al granato se invecchiato.
- odore: gradevole, caratteristico.
- sapore: secco, armonico.

## Produzione
Provincia, stagione, volume in ettolitri
- Pordenone  (1990/91)  48000,07
- Pordenone  (1991/92)  55304,36
- Pordenone  (1992/93)  59462,09
- Pordenone  (1993/94)  60537,62
- Pordenone  (1994/95)  68912,38
- Pordenone  (1995/96)  55586,6
- Pordenone  (1996/97)  73643,64
- Udine  (1990/91)  13862,02
- Udine  (1991/92)  11569,55
- Udine  (1992/93)  12500,06
- Udine  (1993/94)  15619,12
- Udine  (1994/95)  15145,09
- Udine  (1995/96)  12532,0
- Udine  (1996/97)  18317,75